# Kurigalzu I
Kurigalzu I – król Babilonii z dynastii kasyckiej, syn Kadaszman-Harbe I, panujący na przełomie XV/XIV w. p.n.e.

Babilonia za panowania Kasytów.

Utrzymywał przyjazne kontakty dyplomatyczne z faraonem Amenhotepem III, o czym świadczy korespondencja amarneńska jednego z jego następców, króla Burna-Buriasza II. Jego wojna z sąsiednim Elamem zakończyła się sukcesem, uśmierzył bunty w Kraju Nadmorskim. Za jego panowania Babilonia stała się jedną z liczących się potęg ówczesnego świata.
Kurigalzu I znany jest również jako wielki budowniczy, który rozpoczął szereg projektów budowlanych w zespołach świątynnych w Uruk, Ur i Eridu. Jego największym osiągnięciem było jednak wybudowanie nowego miasta zwanego Dur-Kurigalzu (obecne Akarkuf w pobliżu Bagdadu), które strzec miało szlaku handlowego z Babilonii do Wyżyny Irańskiej. Miasto to stało się główną królewską rezydencją kolejnych władców kasyckich.